# Кардагушево
Кардагу́шево (рос. Кардагушево, башк. Ҡарҙағош) — присілок у складі Татишлинського району Башкортостану, Росія. Входить до складу Кудашевської сільської ради.
Населення — 214 осіб (2010; 263 у 2002).
Національний склад:
- башкири — 98 %